# Wettsteiniola
Wettsteiniola là một chi thực vật có hoa trong họ Podostemaceae.

## Loài
Chi Wettsteiniola gồm các loài: